# Carmen Hanganu
Carmen Hanganu (* 1934 in Bukarest; † vor dem oder am 16. März 2024) war eine rumänisch-deutsche Opern-, Operetten-, Lied-, Konzert- und Oratoriensängerin (Sopran).

## Leben und Wirken
Carmen Hanganu absolvierte ihre Ausbildung als Konzert- und Opernsängerin an der Musikakademie und Musikhochschule in Bukarest bei Eugenia Elinescu und Stela Simonetti. Ihr Operndebüt gab sie in Brașov als Violetta Valéry in La traviata. Daneben hatte sie immer wieder Gastauftritte an der Opera Națională București. Zu ihren Partien an beiden Bühnen gehörten unter anderem Gilda in Rigoletto, die Titelrolle in Lucia di Lammermoor, Mimi und Musette in La Bohème, Tatjana in Eugen Onegin, Konstanze in Die Entführung aus dem Serail, Gräfin Almaviva in Le nozze di Figaro oder die Hanna Glawari in Die lustige Witwe.
Nachdem sie den 1. Preis beim Nationalwettbewerb für junge Solisten gewonnen hatte, folgten viele Rundfunk- und Fernsehaufnahmen. Ferner unternahm Hanganu, die seinerzeit neben Ileana Cotrubaș zu den bekanntesten Opernsängerinnen Rumäniens gehörte, Tourneen nach Polen, Deutschland, Iran, Bulgarien, Frankreich, Österreich und in die Schweiz und wirkte bei Fernseh- und Rundfunksendungen mit.
1976 übersiedelte Hanganu nach Deutschland. Von 1979 bis 1981 hatte sie ein Engagement am Staatstheater am Gärtnerplatz und sang zugleich am Cuvilliés-Theater, vom Münchner Publikum frenetisch akklamiert, die Violetta Valéry sowie die Konstanze. Zudem war sie Konzert-, Lied- und Oratoriensängerin eine vielgefragte Interpretin:

„Bei Liederabenden bewies sie, dass sie neben der leidenschaftlichen Dramatik von Opernpartien auch die Herausforderungen lyrischer Sensibilität souverän beherrschte. Bei Kirchenkonzerten und bei der Aufführung von Oratorien oder Kantaten überzeugte sie mit ihrer Fähigkeit, die unterschiedlichen Vokalstile von Bach, Schütz, Haydn und Dvořák (‚Requiem‘) mit Brilanz zu verdeutlichen.“

Parallel zu ihrer solistischen Aktivität betätigte sich Hanganu als Gesangspädagogin und lehrte an den Musikschulen Dillingen an der Donau und Günzburg, ferner am Günzburger Maria Ward Gymnasium sowie am Anna Barbara von Stettenschen Institut Augsburg. Ab 1986 unterrichtete sie die damals 15-jährige Diana Damrau, die sie auf die Aufnahmeprüfung an der Musikhochschule Würzburg vorbereitete. Um Damrau weiterhin unterrichten zu können, erhielt Hanganu von 1990 bis 2001 einen Lehrauftrag als Gesangsdozentin an der Würzburger Musikhochschule und führte Diana Damrau zur Staatsprüfung. Weiters zählte Hubert Nettinger zu ihren Schülern.
Um das Jahr 2000 beendete Hanganu, die in Dillingen an der Donau lebte, ihre aktive künstlerische Laufbahn. Sie war aber weiterhin als gefragte Gesangspädagogin tätig, die junge Talente entdeckte und förderte.

## Doku
- Diana Damrau - Diva divina, ARTE (Montag, 7. Februar 2011)